# Šahovski Informator
Šahovski Informator – czasopismo szachowe, wydawane w Belgradzie od roku 1966.
Pismo publikuje obszerny wybór partii rozegranych na turniejach. Redaktorem naczelnym jest Aleksandar Matanović.